# 布莱斯·孔波雷
布莱兹·孔波雷（法語：Blaise Compaoré；1951年2月3日—），前布基纳法索总统、獨裁者。

## 生平
曾於摩洛哥接受軍事訓練，结识前来考察的托马斯·桑卡拉，并加入左翼军官组织“共产主义军官团”，1983年与托马斯·桑卡拉共同发动“八四革命”接管政权，任全国革命委员会成员、总统府国务部长兼司法部长，同时掌管军权。1987年10月15日，孔波雷發動军事政变，殺害當時布吉納法索總統托马斯·桑卡拉，并取得布吉納法索統治權。之後，他成立“人民阵线”，自任主席，1989年以发动未遂政变为由杀害“共产主义军官团”时期战友林加尼和宗戈。1991年，宣布放弃马克思主义，后在多党制名义下实行威权統治。1991年、1998年，孔波雷分別於兩次全國選舉中當選為總統。1997年，他修改該國不得連三任擔任總統的憲法。並且於1998年以87％得票率獲得連任。2005年11月13日在遭抨擊与质疑的情况下以八成一的得票率连任总统。
1994年，孔波雷宣布与中华民国政府复交，同时与中华人民共和国政府斷交。

## 下台
2014年10月30日，約1,500名示威者因不滿已經四次連任總統的孔波雷計劃修改憲法延長任期，衝進國會、首都瓦加杜古的市政廳和執政黨總部縱火。除了一般平民外，參與示威的還包括了部分軍方人士。而在遭到抗議民眾闖入與破壞之後，該國國營的布基納廣播電視台也立即停止訊息的播送。
2014年10月31日，孔波雷宣布辭去總統職務，流亡科特迪瓦，随后武装部队总参谋长诺贝雷·奥诺雷·特拉奥雷宣布自己接替国家权力。次日，布基纳法索军方发表声明说，前总统卫队副指挥官伊萨克·齐达中校被选为布基纳法索过渡时期国家元首，而特拉奥雷也签署了这份声明。

## 托马斯·桑卡拉總統暗殺案审判
2022年4月6日，布基纳法索一军事法院缺席判处孔波雷无期徒刑，罪名是参与暗杀前总统托马斯·桑卡拉。参与1987年政变与暗杀一事的军事指挥官吉尔贝·迪安德雷出庭接受审判。在2022年7月初受军政府之邀短暂回到布基纳法索后，他于7月26日正式为其统治时期杀害托马斯·桑卡拉等行为向布基纳法索人民与桑卡拉家属道歉。

## 延伸阅读
- Guion, Jean R. . Paris: Berger-Levrault International. 1991. ISBN 2701310008.